# میانگین محدوده واقعی
میانگین محدوده واقعی یا اندیکاتور نوسانات در تحلیل تکنیکال است که در ابتدا توسط ولز وایلدر برای بازار کالا طراحی شده‌است. اندیکاتور ATR نشان دهنده روند قیمت آن هم به سادگی درجه نوسان قیمت نمی‌باشد. میانگین محدوده واقعی یک  میانگین متحرک نرمال n امین روز (SMMA) از مقادیر واقعی محدوده است. وایلدر یک دوره ۱۴ ساله را برای این اندیکاتور توصیه کرد.

## محاسبات

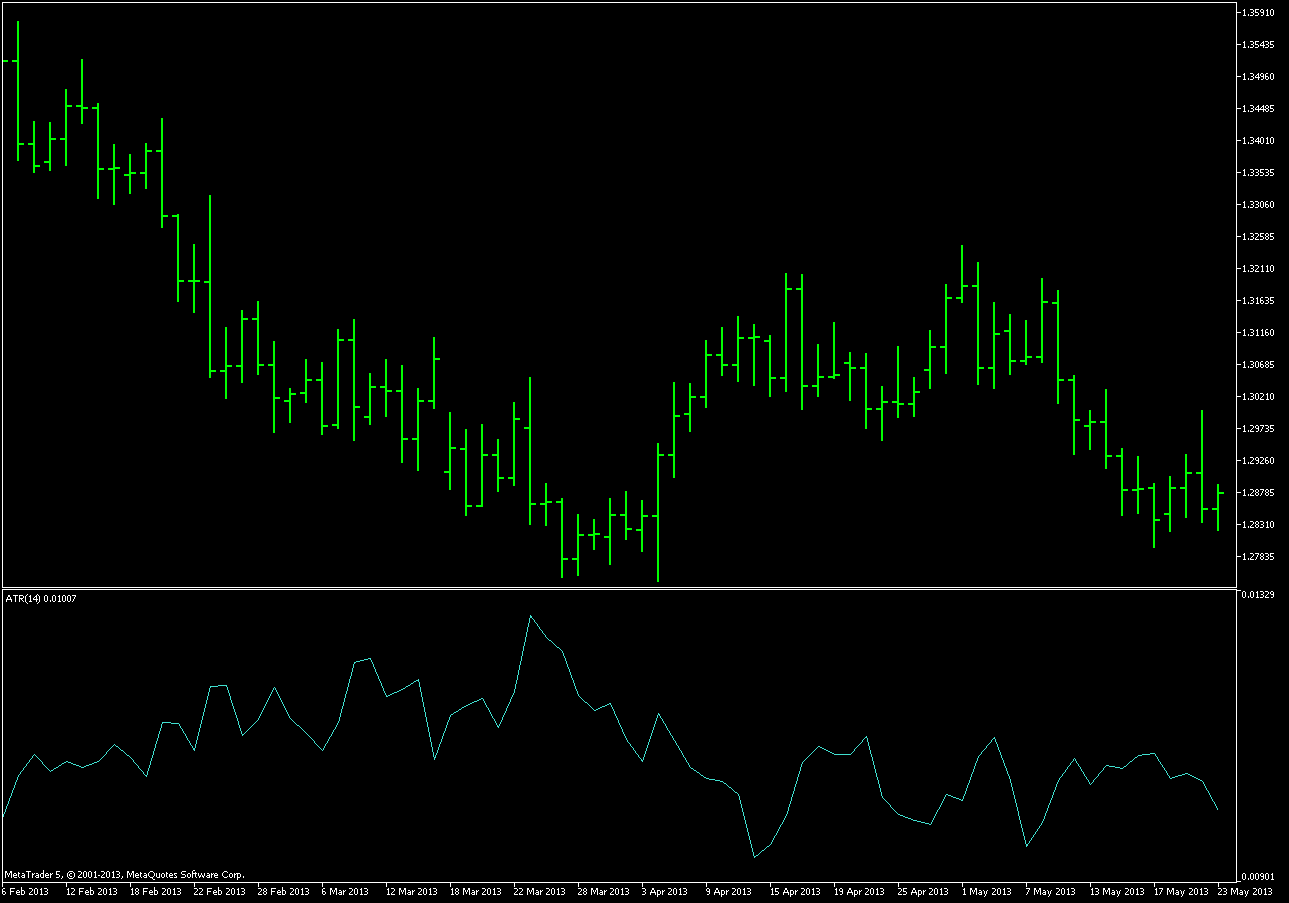
MetaTrader نمایش اندیکاتور ATR با دوره ۱۴ (خط فیروزه ای رنگ) در نمودار جفت ارز

محدوده معاملات روزانه به سادگی {\displaystyle {\text{high}}-{\text{low}}} است. محدوده واقعی اگر خارج از محدوده امروز بود آنرا به قیمت پایانی دیروز بسط می‌دهد.
{\displaystyle {\text{TR}}={\max[({\text{high}}-{\mbox{low}}),\operatorname {abs} ({\text{high}}-{\text{close}}_{\text{prev}}),\operatorname {abs} ({\text{low}}-{\text{close}}_{\text{prev}})]}\,}
بزرگترین محدوده واقعی عبارتند از:
- بالاترین قیمت دوره زمانی اخیر منهای کمترین قیمت دوره اخیر باشد.
- مقدار مطلق بالاترین قیمت دوره گذشته منهای قیمت پایانی دوره قبلی باشد.
- مقدار مطلق کمترین دوره اخیر منهای قیمت پایانی قبلی باشد.

ATR در زمان t با استفاد از فرمول زیر محاسبه می‌شود. (این فرمول شکلی از تشریح میانگین متحرک است)
{\displaystyle ATR_{t}={{ATR{t-1}\times (n-1)+TR_{t}} \over n}}
اولین مقدار ATR با استفاده از فرمول متوسط محاسباتی محاسبه می‌شود:
{\displaystyle ATR={1 \over n}\sum _{i=1}^{n}TR_{i}}
ایده محدوده این است که پایبندی به طرح معاملاتی یا اشتیاق معامله گران را نشان می‌دهد. دامنه‌های بزرگ یا افزایش یافته نشان می‌دهد که معامله گران آماده اند تا در طول روز قیمت سهام را کاهش دهند یا سهام خود را بفروشند. کاهش محدوده نیز منجر به کاهش علاقه می‌شود.

## کاربرد اندیکاتور در قراردادهای آتی در مقایسه با سهام
از آنجا که محدوده واقعی و ATR با کم کردن قیمت‌ها محاسبه می‌شوند، زمانی که قیمت‌های تاریخی با اضافه یا کم کردن ثابت برای هر قیمت تعدیل می‌شود، نوسانات محاسبه شده آنها تغییر نمی‌کند. تنظیمات تعدیل شده اغلب در هنگام همپوشانی  قراردادهای آتی ماهانه با یکدیگر به کار می‌روند تا یک قرارداد آتی مستمر با مدت زمان طولانی ایجاد شود. با این حال، روش‌های استاندارد استفاده شده برای محاسبه نوسان قیمت سهام، مانند  انحراف معیار نسبت‌های قیمت لگاریتمی، به‌طور یکسانی (به علاوه یک ثابت) نمی‌باشند؛ بنابراین معامله گران و تحلیل گران آینده معمولاً از روش (ATR) برای محاسبه نوسان استفاده می‌کنند، در حالی که معامله گران و تحلیل گران سهام معمولاً از یک روش دیگر (SD یا نسبت قیمت کالاها) استفاده می‌کنند.

## استفاده از اندیکاتور در محاسبه اندازه موقعیت
ATR به استثنای یک شاخص قدرت روند، به عنوان یک عنصر از اندازه موقعیت در معاملات مالی عمل می‌کند. در هنگام محاسبه حجم تجارت براساس تحمل ریسک بازرگان، مقدار فعلی ATR (یا چندتایی از آن) می‌تواند به عنوان اندازه پتانسیل حرکت مخالف (فاصله حد ضرر) استفاده شود. در این مورد، ATR یک محدودیت ریسک خود تنظیم را فراهم می‌کند که وابسته به نوسانات بازار برای استراتژی‌هایی فاقد حد ضرر ثابت هستتند. یک بازار با نوسانات کمتر موقعیت تجاری بزرگتری در مقایسه با یک بازار با نوسانات بیشتر یک پورتفو را دارد.